# Ваи, Элье
Сеп Элье́ Дельма́с Ваи́ (фр. Sepe Elye Delmas Wahi; родился 2 января 2003) — французский футболист, нападающий франкфуртского «Айнтрахта».

## Клубная карьера
Выступал за молодёжные команды «Сюрен», «Кан», «Монфермей» и «Монпелье». 17 октября 2019 года подписал свой первый профессиональный контракт с «Монпелье». 16 декабря 2020 года дебютировал в основном составе «Монпелье» в матче французской Лиги 1 против «Меца». 15 января 2021 года забил свой первый гол за клуб в матче против «Монако».

## Карьера в сборной
Выступал в составе сборных Франции до 16, до 17, до 19, до 20 лет и до 21 года.

## Личная жизнь
Родился во Франции в семье выходцев из Кот-д’Ивуара.